# ورزشگاه فینلی

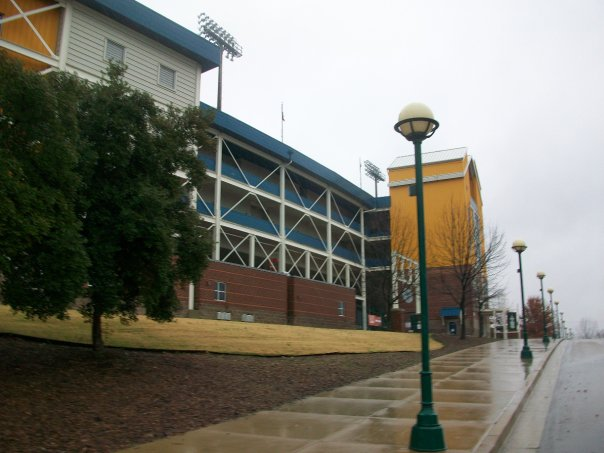

ورزشگاه فینلی (به انگلیسی: Finley Stadium) با ظرفیت ۲۰٬۶۶۸ نفر در شهر چاتانوگا ایالت تنسی واقع شده‌است. این ورزشگاه در تاریخ ۱۹۹۷ تأسیس شد
این ورزشگاه متعلق به دانشگاه تنسی در چتانوگا است.